# Osman II
 (avril 2017).
Si vous disposez d'ouvrages ou d'articles de référence ou si vous connaissez des sites web de qualité traitant du thème abordé ici, merci de compléter l'article en donnant les références utiles à sa vérifiabilité et en les liant à la section « Notes et références ».
Osman II, archaïquement appelé Ottoman II en français, dit Genç Osman ou Osman le Jeune, né le 3 novembre 1604 au palais de Topkapı à Constantinople et assassiné le 20 mai 1622 dans la forteresse de Yedikule par les janissaires, est sultan de l'Empire ottoman et calife de l’islam du 26 février 1618 à sa mort.
Ιl monte sur le trône de l'Empire ottoman après la destitution de son oncle Moustafa Ier, quelques mois après son treizième anniversaire. Il est le 16e sultan et le 8e calife issu de la dynastie des Osmanli.
Malgré son jeune âge et étant un garçon actif et intelligent, il comprend la nécessité de la réforme dans l'empire durant son court règne. Il est le premier empereur ottoman à être victime d'un régicide.

## Biographie

### Naissance et éducation
Şehzade Osman est né le 3 novembre 1604 au Palais de Topkapı à Constantinople, la capitale de l'Empire ottoman. Il est le fils aîné du sultan Ahmed Ier (r. 1603 — 1617) et de sa concubine Mahfiruz Hatice. Avec la naissance d'Osman, Ahmed Ier devient le plus jeune sultan ottoman à devenir père (à l'âge de 14 ans), et Osman est le premier prince aîné à naître dans la capitale de l'Empire ottoman, Constantinople.
Osman est aussi un écrivain et un poète. Il écrit des poèmes en persan sous le pseudonyme de Farisi.

### Ascension au trône

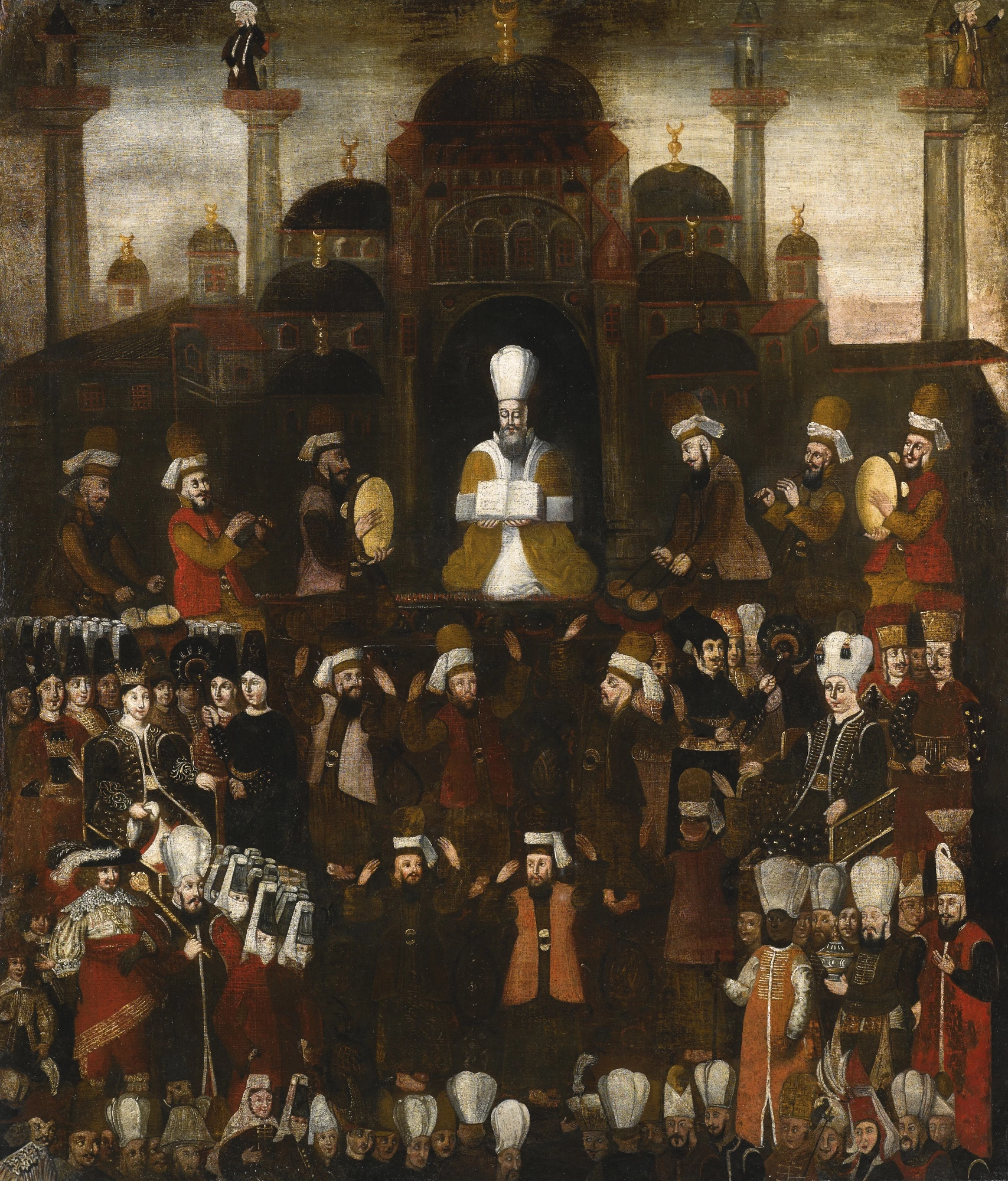
Ascension d'Osman II peinte par un artiste européen qui accompagnait l'ambassadeur autrichien Ludwig von Mollard vers 1618.

Osman accède au trône en 1618, à l'âge de treize ans, après la destitution de Moustafa Ier, installé aux dépens d'Osman par Kösem. Malgré sa jeunesse, Osman tente de s'imposer en tant que dirigeant et, après avoir sécurisé la frontière orientale en signant un traité avec la Perse safavide, il mène personnellement l'invasion ottomane de la Pologne durant la Guerre des magnats moldaves. Il signe un traité de paix avec les Polonais après la bataille de Khotin,et en 1621, Il retourne honteux à Constantinople, reprochant la couardise des janissaires et l'insuffisance de ses fonctionnaires.
Le 12 janvier 1621, il renoue avec la tradition du fratricide en ordonnant l'exécution de son demi-frère Şehzade Mehmed, de peur que celui-ci prenne le pouvoir.

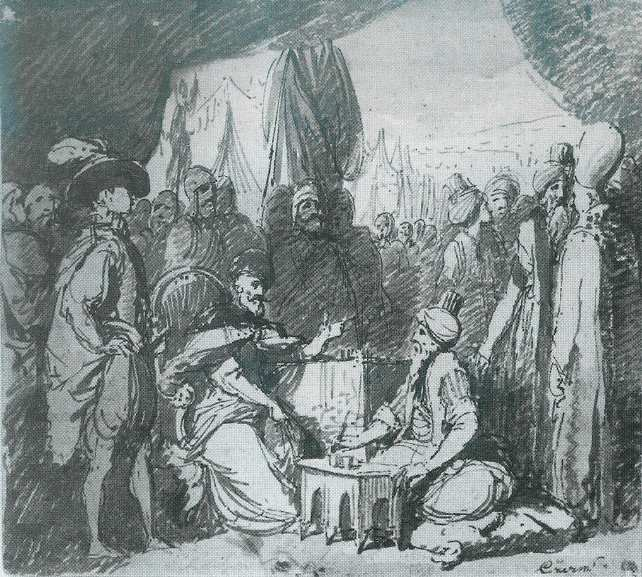
Traité de paix de Chocim, après la défaite de Osman II, en 1621

### Renversement et exécution
Osman II est probablement le premier sultan à voir que les janissaires sont une institution prétorienne faisant plus de mal que de bien à l'Empire moderne. Osman II ferme leurs cafés — les points de rencontre où ils élaboraient leurs conspirations — et commence à planifier la création d'une nouvelle armée loyale, composée de sekbans d'Anatoliens, de Mésopotamiens, d'Ottomans égyptiens et de Turkmènes.
Le résultat est un soulèvement du palais des janissaires, le 19 mai 1622, qui envahissent alors le palais et emprisonnent rapidement le jeune sultan qui est alors déposé et remplacé par son oncle Moustafa Ier. Osman II aurait été humilié publiquement par les janissaires et le villageois, habillé de chiffons et forcé de chevaucher un cheval décrépi. Le lendemain, lorsqu'un bourreau est envoyé pour l'étrangler, il refuse d'abandonner et commence à combattre le bourreau, jusqu'à être finalement frappé de dos par une flèche. Il est le premier sultan ottoman à être victime d'une révolte. Cet événement va conforter pour longtemps le pouvoir des janissaires. C'est la première fois dans l'histoire ottomane qu'ils exécutent un sultan. Le grand vizir Davud Pacha, qui participe à la conspiration avec Halime Sultan, mère de Moustafa, finit par être capturé, torturé et assassiné à son tour sous les ordres de la toute puissante Kösem et avec l'accord du sultan fou Moustafa. Pour prouver à Halime Sultan qu'Osman était bien décédé, son oreille droite lui a été coupée et apportée à la reine mère,.
Cette catastrophe est l’un des sujets les plus discutés de l’histoire ottomane. Les historiens Hasanbegzade, Karaçelebizade, Solakzade, Peçevi, Müneccimbaşı et Naima, en ont écrit le récit dans le Fezleke de Katip Çelebi, d'une manière détaillée et quelquefois dans un style historique.
Osman II fut un sultan très progressiste, mais le manque de cadres professionnels et volontaires pour l'aider dans ses réformes provoque sa chute.
En novembre 1622, Mehmed Abaza (en) débuta une révolte contre les janissaires.

## Vie privée
Osman aimait une fille russe d'une naissance commune, mais d'une beauté extraordinaire. Tombée dans l'esclavage comme enfant, elle était devenue la propriété d'un officier de la cour de Constantinople, qui l'aimait de l'affection d'un père, et lui donna la liberté. Osman la vit ; ses charmes l'enflammèrent, et il la demanda à son ancien maître, qui déclara ne pouvoir en disposer à moins que le sultan ne l'épousât. Ainsi fut répété l'exemple que Soliman avait anciennement donné, en déclarant Roxelane son épouse. Miliclia (aussi appelée Meyl-i Sah, Meleksima, Meylikaya ou Marica), c'est ainsi que son nom fut travesti, accoucha de Şehzade Ömer, le prince Ömer, héritier présomptif du trône, le 20 octobre 1621, pendant qu'Osman (âgé de 16 ans) était devant Choczim. Quand il retourna à Constantinople, elle alla à sa rencontre jusqu'à Andrinople, pour lui montrer son fils, et fut traitée par son ordre en souveraine. Pour lui donner une image de la guerre, le sultan fit représenter dans l'intérieur du sérail le spectacle d'une ville assiégée, et de l'explosion d'une mine. Par accident funeste, un coup de fusil frappa le petit prince qu'on faisait assister à cette fête et le tua, en janvier 1622.
Voulant réparer une perte douloureuse, le sultan prit à la fois trois nouvelles épouses, en février 1622, non parmi les esclaves du sérail, mais parmi les filles libres de ses sujets; violation de la loi fondamentale, qui interdit la cohabitation du sultan non seulement avec une princesse étrangère, mais avec toute personne libre, née dans le pays: le but du législateur a été d'empêcher qu'aucune famille n'acquît une influence prépondérante, et que les esclaves qui rampent devant son trône, eussent sur lui un avantage au moins, celui d'être nés d'une mère libre. Ces mariages d'Osman, contraires à la loi, indisposèrent fortement le peuple. Ces trois épouses étaient Aïcha, sa favorite, une petite-fille de Pertev Pacha dont le nom est inconnu et Akile (aussi appelée Ukayle ou Rukiye), la fille du moufti Essad Efendi, qui avait longtemps refusé son consentement au mariage de sa fille, et ne l'avait finalement donné que dans l'espoir que les caresses de sa fille pourraient engager un époux à accorder ce que les représentations sages d'un ministre n'avaient pu obtenir d'un maître absolu dans sa volonté. Akile accoucha de deux jumeaux, en novembre 1622, après la mort de son époux, un fils et une fille: Moustapha et Zeynep qui moururent en 1623 de maladie.